# آرتاک وارطانیان (نویسنده)
آرتاک وارطانی وارطانیان (ارمنی: Արտակ Վարդանի Վարդանյան؛ زادهٔ ۴ مهٔ ۱۹۵۱) داستان‌نویس، روزنامه‌نگار، شاعر و مترجم اهل ارمنستان است.

## زندگی
وی در ۴ مهٔ ۱۹۵۱ در روستای چلخان‌قلعه (آزنابرد) به دنیا آمد و از دانشکدهٔ سایبـرنتیک فنی دانشگاه پلی‌تکنیک ارمنستان و بخـش روزنامه نگاری دانشکـدهٔ علوم اجتماعی همین دانشگاه فارغ‌التحصیل گشت. وارتانیان همچنین دارای دکترای زبان‌شناسی است. وی از ۱۹۹۴ عضو انجمن روزنامه نگاران ارمنستان و از سال ۲۰۰۹ عضو اتحادیه نویسندگان ارمنستان می‌باشد. وی در ۲۰۰۷م به دریافت تقدیرنامهٔ رئیس‌جمهور ارمنستان و در ۲۰۱۱م به دریافت نشان‌های موسس خورناتسی و کانون نویسندگان ارمنستان، برای خدمات شایستهٔ ادبی نایل آمد. 

## آثار
آرتاک وارتانیان مؤلف چهارده جلد کتاب و مقاله‌های متعدد علمی و اجتماعی است و به کار ترجمه نیز (از زبان‌های روسی و فارسی) می‌پردازد. نوشته‌های وی به زبان‌های روسی، فارسی و فرانسوی ترجمه شده‌است. ‏در سال ۲۰۲۱ میلادی مجموعه داستانهای وی با عنوان «درخت توت صورتی» در تهران منتشر گشته‌است.
- رمان کوتاه  «زبان فارسی من»
- مجموعه اشعار «گل نوروز»